# Gary Snyder

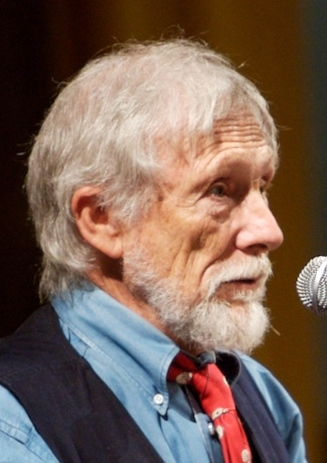
Gary Snyder (2007)

Gary Snyder (* 8. Mai 1930 in San Francisco) ist ein US-amerikanischer Schriftsteller und Umweltaktivist. Er zählt zu den Gründervätern der Beat Generation.

## Leben
Gary Snyder wuchs in den Bundesstaaten Oregon und Washington auf. Er studierte zunächst Anthropologie am Reed  College in Portland und schloss dieses Studium 1951 mit dem Grad eines Bachelor ab. Nach unterschiedlichen Tätigkeiten, unter anderem als Seemann, studierte er von 1953 bis 1956 orientalische Sprachen an der University of California, Berkeley.
In dieser Zeit machte er Bekanntschaft mit Autoren wie Jack Kerouac und Allen Ginsberg. Kerouac porträtierte ihn in seinem Roman Dharma Bums (1958) als „Japhy Ryder“. Snyder war in der von Walter Höllerer und Gregory Corso herausgegebenen Anthologie Junge Amerikanische Lyrik (1961) vertreten. Von 1956 bis 1964 hielt er sich in Japan auf und studierte dort den Zen-Buddhismus. Schließlich unterrichtete er an der UC Davis.
Im Jahr 1975 erhielt er den Pulitzer-Preis im Fach Poesie für sein Buch Turtle Island. 1987 wurde er in die American Academy of Arts and Letters und 1993 in die American Academy of Arts and Sciences aufgenommen. Im Jahr 2003 wurde er zum Chancellor der Academy of American Poets gewählt.
Snyder lebt bei San Francisco.

## Werke
- Myths & Texts (1960)
- Six Sections from Mountains and Rivers Without End (1965)
- The Back Country (1967)
- Riprap and Cold Mountain Poems (1969)
- Regarding Wave (1969)
- Earth House Hold (1969)
- Turtle Island (1974)
- The Old Ways (1977)
- He Who Hunted Birds in His Father's Village: The Dimensions of a Haida Myth (1979)
- The Real Work (1980)
- Axe Handles (1983)
- Passage Through India (1983)
- Left Out in the Rain (1988)
- The Practice of the Wild (1990)
- No Nature: New and Selected Poems (1992)
- A Place in Space (1995)
- Mountains and Rivers Without End (1996)
- The Gary Snyder Reader: Prose, Poetry, and Translations (1999)
- Danger on Peaks (2005)
- Back on the Fire: Essays (2007)

Gedichte auf Deutsch
- Maya. Gedichte. München 1972. ISBN 3-446-11566-8
- Schildkröteninsel. Berlin 1980. ISBN 3-921547-06-7, Berlin 2006. ISBN 3-936271-28-3
- Das wilde Lied des Feigenbaums , Göttingen 1997. ISBN 3-923588-43-7
- Riprap. Stadtlichter Presse (Berlin 1999), ISBN 978-3-936271-00-3. Übersetzung und Nachwort von Alexander Schmitz.
- Aus der Spur. Übersetzung von Sibylle Klefinghaus und Ralf Zühlke. Nachwort von Ingrid & Reinhard Harbaum. Stadtlichter Presse, Berlin 2001. ISBN 978-3-936271-03-4
- Fährten des blauen Landes. Gedichte. Göttingen 2004. ISBN 3-923588-64-X
- Gefahr auf den Gipfeln. Berlin 2006. ISBN 3-936271-26-7
- Ost-West-Drift. Neun Gedichte und ein Essay. Göttingen 2007. ISBN 978-3-923588-71-8
- Mythen & Texte. Nachwort und Übersetzung von Bernhard Widder. Stadtlichter Presse 2010. ISBN 978-3-936271-40-9

Essays auf Deutsch
- Lektionen der Wildnis. Übersetzung von Hanfried Blume. Berlin 2011. ISBN 978-3-882216-57-8
- Landschaften des Bewusstseins : Gespräche und Reden. Herausgegeben und Nachwort von Scott McLean. Übersetzung von Christine Kupfer. München 1984. ISBN 978-3-923804047